# Robert Lembke – Wer bin ich?
Robert Lembke – Wer bin ich? ist ein Filmporträt über das Leben des deutschen Journalisten und Fernsehmoderators Robert Lembke, der 1913 als Robert Emil Weichselbaum in München geboren wurde.

## Handlung
Der Film beginnt mit der Jugend Robert Lembkes in München. Marianne Koch berichtet über die gemeinsam Zeit bei der Quizsendung Was bin ich?. Georg Stefan Troller erzählte in seinem 102. Lebensjahr bei einem Interview in seiner Pariser Wohnung über die gemeinsame Zeit mit Robert Lembke als Reporter für Die Neue Zeitung, die ab Ende 1945 in München erschien.

## Hintergrund
Die Dreharbeiten wurden bereits im Jahr 2019 begonnen. Die Premiere erfolgte am 14. März 2025 beim DOK.fest München. Der Film wurde erstmals am 9. Juni 2025 um 23:35 im Ersten gezeigt.

## Rezeption
„In ein paar wenigen prägnanten Spielszenen wird das Familiendrama der Lembkes nachgestellt, mit guten Schauspielern wie Bülow in der Titelrolle, mit Jeanette Hain als Tochter oder Martin Brambach als Stiefvater. […] Man nimmt [Bülow] die Rolle ab, weil er nicht zu dick aufträgt und der Figur ihre dunklen Seiten und Geheimnisse lässt.“

„Martin Weinhart baut den Film, mit dessen Dreharbeiten schon 2019 angefangen wurde und der danach offenbar eine komplizierte Produktionsgeschichte hatte, klug auf. Sogar die meisten der Spielszenen machen Sinn. Sparsam, aber wirkungsvoll eingesetzt, illustrieren sie Gedanken, Brüche, Zweifel. Es sind gespielte Zitate, keine Nachstellungen.“